# David G. Classon

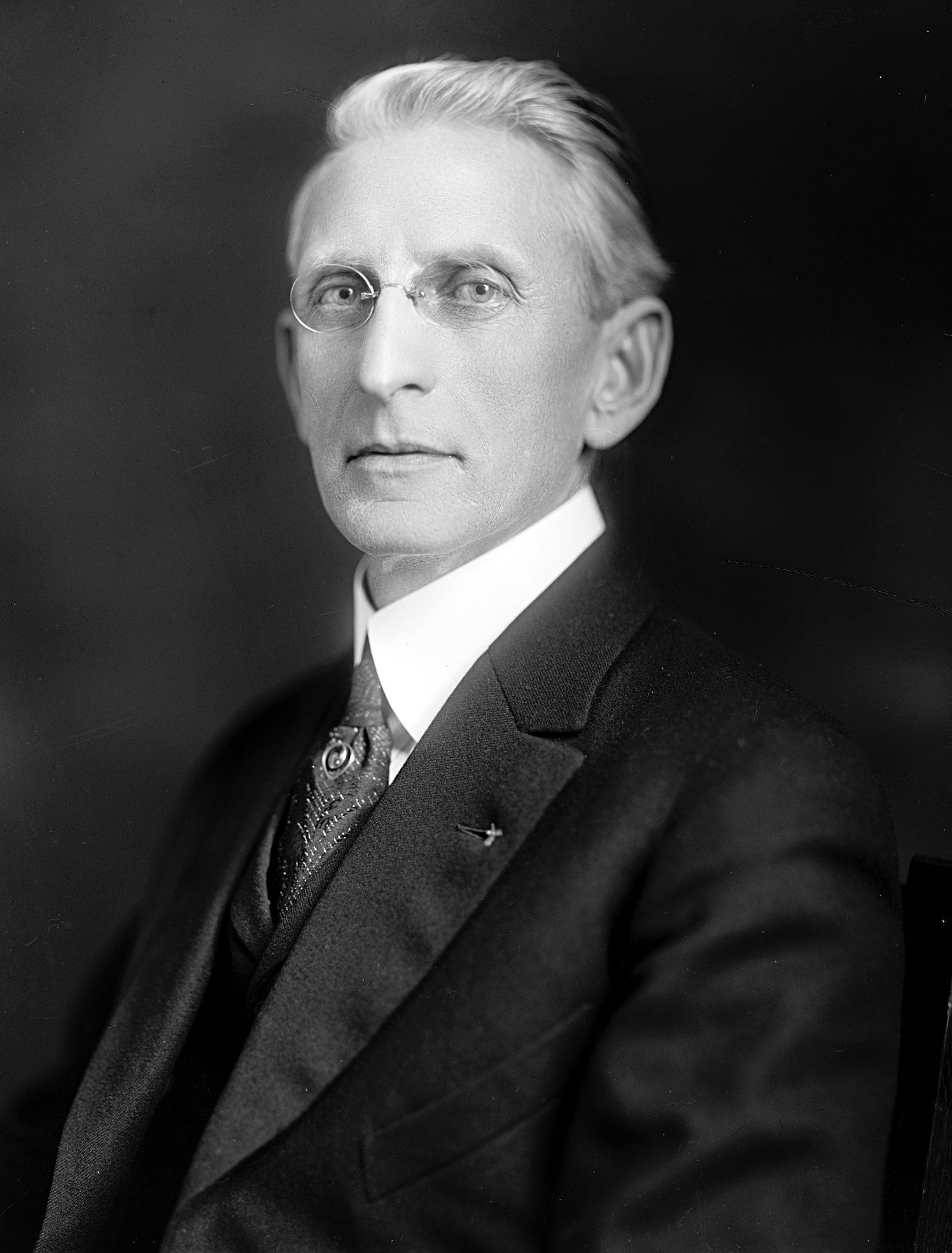
David G. Classon

David Guy Classon (* 27. September 1870 in Oconto, Oconto County, Wisconsin; † 6. September 1930 ebenda) war ein US-amerikanischer Politiker. Zwischen 1917 und 1923 vertrat er den Bundesstaat Wisconsin im US-Repräsentantenhaus.

## Werdegang
David Classon besuchte die öffentlichen Schulen seiner Heimat. Nach einem anschließenden Jurastudium an der University of Wisconsin–Madison und seiner im Jahr 1891 erfolgten Zulassung als Rechtsanwalt begann er in Oconto in seinem neuen Beruf zu arbeiten. Zwischen 1894 und 1898 war er im Oconto County Bezirksrichter. Gleichzeitig begann er als Mitglied der Republikanischen Partei eine politische Laufbahn. In den Jahren 1898 bis 1900 war er Bürgermeister seiner Heimatstadt. Zwischen 1900 und 1906 fungierte er als Anwalt dieser Stadt; von 1912 bis 1913 war er Präsident des Bildungsausschusses. Zwischen 1915 und 1916 war Classon auch Präsident der Feuerwehr und Polizeibeauftragter.
Bei den Kongresswahlen des Jahres 1916 wurde Classon im neunten Wahlbezirk von Wisconsin in das US-Repräsentantenhaus in Washington, D.C. gewählt, wo er am 4. März 1917 die Nachfolge des Demokraten Thomas F. Konop antrat. Nach zwei Wiederwahlen konnte er bis zum 3. März 1923 drei Legislaturperioden im Kongress absolvieren. In diese Zeit fiel der Erste Weltkrieg. In den Jahren 1919 und 1920 wurden im Kongress der 18. und der 19. Verfassungszusatz verabschiedet. Dabei ging es um das 1933 wieder aufgehobene Verbot des Handels mit alkoholischen Getränken und die bundesweite Einführung des Frauenwahlrechts.
1922 verzichtete David Classon auf eine weitere Kandidatur. In den folgenden Jahren arbeitete er zunächst wieder als Anwalt. Seit 1928 war er Richter im zwölften Gerichtsbezirk von Wisconsin. Er starb am 6. September 1930 in seinem Heimatort Oconto.